# علي العمري (عداء)
على أحمد العمري (من مواليد 28 ديسمبر 1987) هو عداء مسافات طويلة من المملكة العربية السعودية يتخصص في سباقات 3000 متر موانع.
ولد في الطائف.شارك في عدد من المحافل الدولة منها دورة الألعاب الآسيوية في عام 2006.أيضا نافس في بطولة العالم لعام 2007 و دورة الألعاب الأولمبية الصيفية 2008. أفضل توقيت شخصي له هو 8:21.87 دقيقة وحققه في حزيران/يونيه 2006 في الجزائر.ومشارك أيضا ضمن البعثة السعودية في أولمبياد لندن

## روابط خارجية
- علي أحمد العمري على موقع الاتحاد الدولي لألعاب القوى (الإنجليزية)
- علي أحمد العمري على موقع الدوري الماسي (الإنجليزية)
- علي أحمد العمري على موقع أوليمبيديا (الإنجليزية)